# Janko Simović
Janko Simović (in serbo Jaнкo Cимoвић?; Mojkovac, 7 giugno 1986) è un ex calciatore montenegrino, di ruolo difensore.

## Carriera

### Club
Conta 17 presenze nei turni preliminari delle coppe europee.

### Nazionale
Nel 2008 ha giocato un'amichevole con la nazionale montenegrina.